# ملیسا دونگل
ملیسا دونگل (ترکی استانبولی: Melisa Döngel؛ زاده ۱۸ سپتامبر ۱۹۹۹) بازیگر و مدل ترکیه‌ای است که بیشتر برای بازی در نقش دنیز چلیک در سریال درام حکایت ما شناخته می‌شود.

## زندگی و حرفه
ملیسا دونگل در ۱۸ سپتامبر ۱۹۹۹ به دنیا آمد. او تحصیلات خود را در آکادمی هنر عثمان یاغموردرلی به پایان رساند. او حرفه بازیگری خود را با سریال الف که در سال ۲۰۱۴ پخش شد آغاز کرد. او در سال ۲۰۱۶ در سریال تلویزیونی خیابان‌های پشتی نقش شخصیت نیل را بازی کرد. در سال ۲۰۱۸، او در نقش دنیز چلیک در سریال درام حکایت ما ظاهر شد که در آن برای به تصویر کشیدن این شخصیت مورد تحسین قرار گرفت. او در سریال تو در خانه‌ام را بزن که از سال ۲۰۲۰ از شبکه فاکس شروع به پخش کرد، شخصیت سرن باشار را به تصویر می‌کشد. دونگل به دلیل مشکلی در روده‌اش مجبور شد برای چند قسمت از سریال کناره‌گیری کند.
در ژوئیه ۲۰۲۱، فاش شد که دونگل درگیر یک نبرد قانونی علیه پدرش بر سر حضانت خواهر کوچکترش بوده‌است. او در کودکی توسط پدرش مورد آزار و اذیت قرار گرفته بود که بعداً به زندان افتاد.
مادرش روسی است.

### زندگی خصوصی
ملیسا دونگل در حال حاضر با احمد، یک تاجر ۳۳ ساله ارتباط دارد.

## فیلم‌شناسی
| سریال تلویزیونی | سریال تلویزیونی             | سریال تلویزیونی | سریال تلویزیونی |          |
| سال             | عنوان                       | نقش             | یادداشت         |          |
| --------------- | --------------------------- | --------------- | --------------- | -------- |
| ۲۰۱۶            | خیابان‌های پشتی              | نیل             | حضور افتخاری    |          |
| ۲۰۱۶            | کدام یک از ما دوستش نداشتیم | سوتاپ           | حضور افتخاری    |          |
| ۲۰۱۷–۲۰۱۸       | الف                         | ثریا            | نقش مکمل        |          |
| ۲۰۱۸–۲۰۱۹       | حکایت ما                    | دنیز چلیک       | نقش مکمل        |          |
| ۲۰۱۹            | عشق باعث گریه می‌شود         | جمر بالابان     | نقش مکمل        |          |
| ۲۰۲۰–۲۰۲۱       | تو در خانه‌ام را بزن         | جرن باشار       | نقش مکمل        |          |
| ۲۰۲۱            | بی‌صداقت                     | هیکران جوان     | حضور افتخاری    |          |
| ۲۰۲۱–۲۰۲۲       | عشق منطق انتقام             | چاعلا یلماز     | نقش اصلی        |          |
| ۲۰۲۲            | مستاجر کامل                 | ۲۰۲۳            | سبد کثیف        | نقش مکمل |
| اینترنت         |                             |                 |                 |          |
| سال             | عنوان                       | نقش             | یادداشت         |          |
| ۲۰۲۲            | بین دنیا و من               | سرن             | نقش مکمل        |          |